# Benjamin Collins Brodie (læge)
 Der er flere personer med dette navn, se Benjamin Collins Brodie.
Sir Benjamin Collins Brodie (født 9. juni 1783, død 21. oktober 1862) var en engelsk kirurg.
Efter at have været demonstrator anatomiæ ved den medicinske skole i Great Windmill Street i London blev han i en årrække som kirurg knyttet til St George's Hospital. Han holdt anatomiske og kirurgiske forelæsninger, skrev en stor mængde afhandlinger og indtog snart en stilling som sin tids betydeligste engelske kirurg. Brodie blev kongens kirurg 1828, baronet 1834, præsident for the Royal Society 1858. Han blev tildelt Copleymedaljen 1811 og Royal Medal 1850. Hans talrige arbejder, der navnlig for ledsygdommenes vedkommende er meget betydelige, udkom samlede efter hans død tillige med en del afhandlinger, som han havde efterladt i manuskript.